# 路易·吕绍内
安托万·路易·约翰·吕绍内（法語：Antoine Louis John Ruchonnet，1834年4月28日—1893年9月14日）是一位瑞士政治家，瑞士联邦委员会委员（1881年-1893年）。他于1875年12月10日被首次选为联邦委员会委员，但是他回拒了选举结果，没有履职。1881年3月3日他被再次选为委员，并接受这一任命，任职至1893年9月14日在任内去世。路易·吕绍内是瑞士自由民主党成员。
在任期内，他主要主持领导了以下部门的工作：
- 贸易与农业部（1881年）
- 司法与警政部（1882年）
- 政治部（1883年）
- 司法与警政部（1884年-1893年）

路易·吕绍内于1883年和1890年两度出任瑞士联邦总统。
在洛桑，一条大道被以他的名字命名为路易·吕绍内大道（Avenue Louis-Ruchonnet）。
路易·吕绍内的肖像画由瑞士出生的美国艺术家阿道夫·米勒-乌里（Adolfo Müller-Ury，1862年-1947年)作于1888年，现收藏于洛桑美术学院博物馆。这幅画像是1894年赠送给他的儿子欧内斯特·吕绍内（Ernest Ruchonnet）的礼物。